# Love's Quarantine
Love's Quarantine è un cortometraggio muto del 1913 diretto da Wilfrid North.

## Trama
Il padre di Dot vieta a Cutey di frequentare la ragazza. Leggendo il giornale, a Cutey viene un'dea per aggirare il problema. Si mette d'accordo con la cuoca per far dire a Dot di stare molto male e di chiamare subito un medico. Travestito da dottore, si presenterà lui, che diagnosticherà la malattia come vaiolo. Secondo le leggi, i malati di vaiolo vanno isolati e due amici di Cutey, in veste di poliziotti, metteranno la casa in quarantena. Tutto procede alla grande finché i genitori di Dot non sentono i due falsi agenti parlare tra di loro: il padre di Dot si precipita nella camera della "malata" sorprendendo la cuoca che sta bevendo e i due piccioncini in amore. Prende allora Cutey e lo sbatte fuori dalla finestra. Il giovanotto finisce in testa agli amici poliziotti mentre Dot incomincia a piangere, perché dovrà passare del tempo prima di poter rivedere l'amato Cutey.

## Produzione
Il film fu prodotto dalla Vitagraph Company of America.

## Distribuzione
Distribuito dalla General Film Company, il film - un cortometraggio in una bobina - uscì nelle sale cinematografiche statunitensi il 5 luglio 1913.